# Olivia Clavel
Olivia Clavel, connue au sein du collectif Bazooka sous le pseudonyme Electric Clito, est une plasticienne et autrice de bande dessinée française.

## Biographie
Olivia Clavel naît en 1955 à Paris, d'un père peintre, Claude Clavel. Elle est la sœur de l'actrice Garance Clavel.
Olivia Clavel étudie à l'École nationale supérieure des beaux-arts à Paris à partir de 1972. Elle y fait partie de l'atelier Art et communication. En 1975, Christian Chapiron (Kiki Picasso), Jean-Louis Dupré (Loulou Picasso), Olivia Clavel (Electric Clito), Lulu Larsen, Bernard Vidal (Bananar) et Jean Rouzaud créent ensemble le collectif Bazooka. 

### Carrière
Au sein du collectif Bazooka, dont elle est la seule membre femme et où elle porte le nom d'Electric Clito, Olivia Clavel fait essentiellement du collage pour commencer, en retravaillant les images par le dessin ou la peinture. Le collectif est rapidement associé au mouvement punk, et Clavel elle-même affirme vouloir investir les médias pour « y foutre la merde ».
Clavel se lance en particulier dans la bande dessinée, où elle change les conventions du groupe et de la bande dessinée en général. En 1976, elle commence à publier les aventures de "Joe Télé", son alter ego fictif avec une tête en forme d'écran. Pendant plusieurs années, elle signe ses œuvres sous le nom d'Olivia « Télé » Clavel. Après plusieurs années, elle s'éloigne de la bande dessinée et des comics pour s'intéresser davantage à la peinture.
En 2002, elle reprend sa participation au projet Un Regard moderne, anciennement projet appartenant au journal Libération puis repris sous la forme d'un blog par Loulou Picasso. Elle participe aussi à quelques projets vidéo : Traitement de substitution no 4 et L'Œil du Cyclone.
En juin 2013, elle expose une collection intitulée « Vers Jung » à la galerie Jean-Marc Thévenet de Paris. Elle dit de ses peintures : « Je suis dessinatrice de BD et mes peintures sont des cases en grand. »
En 2019, elle fait partie de l'équipe des dessinatrices du mensuel féministe satirique Siné Madame, à son lancement.

## Œuvres

### Bande dessinée
Dans des journaux :
- Charlie Mensuel régulièrement à partir de 1977[1]. Elle y est publiée une première fois à l'âge de 16 ans[2].
- Métal Hurlant à partir de 1976[1]
- Ah ! Nana[5]
- L'écho des savanes[5]
- Libération, au sein de Bazooka - elle affirme y avoir travaillé « pour les emmerder »[2]

### Illustrations de pochettes d'albums
- Don't Forget the Nite des Rita Mitsouko[5]
- Le Nougat de Brigitte Fontaine[5]